# 篠瀬三十七
篠瀬 三十七（しのせ みとしち、1975年3月4日 - ）は、日本の男性プロレスラー。血液型A型。東京都北区出身。本名：篠瀬 晃（しのせ あきら）。
大手企業のサラリーマンを経て37歳という高齢でデビューした異色のプロレスラーでリングネームも年齢に因んでいる。その経験を活かしてデビューしたWNCではフロント業務も兼務していた。

## 経歴
早稲田大学法学部を卒業後、ヨドバシカメラと富士通の販売職を経て、派遣会社の管理職に勤務していた。
2010年7月、永田克彦が主宰している格闘技ジム「レッスルウィン」に入門するも練習中に左膝前十字靭帯断裂、半月板損傷のケガを負い、それが原因で8月に勤務先より解雇。
9月、江崎グリコのプロダクトマネージャーで全日本プロレスのコンディショニングコーチも務める桑原弘樹より、指導を受け肉体改造に着手。
同年、母が他界して、さらに娘の後押しもあり、幼少期から夢見ていたプロレスラーを目指すことに決める。その後、ユニオンプロレス、プロレスリングZERO1の入門テストを受験するがいずれも不合格。
2011年2月、サラリーマンからプロレスラーに転じたTAJIRIが主催するSMASHトレーニングキャンプに参加。2012年に2度プロテストを受験するが続けて不合格。TAJIRI曰く「でんぐり返しもできなかった」。
4月5日、TAJIRI以下元SMASH所属全選手、レフェリー、他の練習生と共に、新団体「Wrestling New Classic」に移籍。
6月、新宿FACEにて児玉ユースケ（現：児玉裕輔）相手に3度目のプロテストを行い、合格を果たした。
7月15日、後楽園ホール大会にて対児玉ユースケ戦でデビュー。
8月30日、後楽園大会に黒潮二郎から9戦目で初勝利を挙げる。
12月27日、第1回「デーブ・フィンレー杯」で優勝。
2014年1月11日、シアター1010にて自主興行「感謝」を開催。
1月30日、裏方業務ももっとやりたいとWNCを退団して「ASUKA PROJECT」を構え、個人プロモーション業務をスタートさせる。WNCのフロントを離れるだけで選手としては限定参戦と言う形でWNCに上がりASUKA PROJECT主催興行にWNCの選手も参戦する。
3月4日、天龍プロジェクト初参戦。蛟龍にもエントリー。しかし左肘の剥離骨折によりリーグ戦は途中辞退となる。
4月、ASUKA PROJECTは株式会社飛鳥として法人化されて代表取締役社長に就任した。
8月24日、KAIENTAI DOJO初参戦。TKPガーデンシティ千葉にて洞口義浩&日向小陽の元WNCトリオとして、リッキー・フジ&NASUバンデラス&バンビと対戦、しかし、洞口がリッキーのハードロックにギブアップしてしまう。
9月28日、ガンバレ☆プロレス初参戦。西調布格闘技アリーナにて木藤裕次との元WNC軍として大家健&浪口修組と対戦するが、木藤がフォールされ敗れる。
10月26日、「ASUKA PROJECT vol.7」にて「ASUKA PROJECT王座争奪トーナメント」決勝戦でウルフ智也を破り優勝。
11月3日、K-DOJO後楽園ホール大会にて本田アユムにASUKA PROJECT選手権の初防衛戦を行い、王座の防衛に成功。
2015年3月22日、横浜にぎわい座大会にてウルフ智也に敗北して王座を手放した。
2019年3月18日、脳腫瘍を患っていることが判明し療養のため、後楽園ホール大会を最後に引退してASUKA PROJECTを解散した。
9月26日、篠瀬が代表を務める株式会社飛鳥を設立。主催興行「飛鳥プロレス」が新宿FACEで旗揚げ戦を開催。
2020年9月24日、持病である脳腫瘍が肥大したため、9月30日の新宿FACE大会をもって「飛鳥プロレス」を休止。新型コロナウイルス感染防止も兼ねて、現状と回復を見て復活を予定している。
2022年6月26日、アイスリボンに入団した長女のしのせ愛梨紗がデビュー。
2024年11月27日、飛鳥10周年興行を開催し、復帰した。

## 得意技
バズーカエルボー
ネックブリーカー
河津落とし

## 入場曲
- 37のテーマ

## タイトル歴
- デーブ・フィンレー杯優勝
- ASUKA PROJECT王座

## 飛鳥
飛鳥（あすか）は、日本の会社。かつて東京都を中心に活動していたプロレス団体「ASUKA PROJECT（アスカ・プロジェクト）」、プロレスプロモーション「飛鳥プロレス（あすかプロレス）」の運営を行ってる。

### 会社名の由来
創業者の篠瀬の地元東京にある名所「飛鳥山」が由来。

### 歴史

#### ASUKA PROJECT
- 2014年1月30日、篠瀬が設立。
- 3月23日、BASEMENT MONSTARで飛鳥の主催興行「ASUKA PROJECT」を開催。
- 6月22日、ASUKA PROJECTを団体化してBASEMENT MONSTARで旗揚げ戦を開催。
- 2019年3月18日、篠瀬が脳腫瘍を患っていることが判明して療養により、後楽園ホール大会を最後に解散。

#### 飛鳥プロレス
- 9月26日、新宿FACEで飛鳥の主催興行「飛鳥プロレス」の旗揚げ戦を開催。
- 2020年9月30日、篠瀬が持病である脳腫瘍が肥大により、新宿FACE大会を最後に活動休止。
- 2024年11月27日、飛鳥10周年興行を開催し、活動再開[10]。

### タイトル
- ASUKA PROJECT王座
- WNC王座

### 所属選手
- 篠瀬三十七
- しのせ愛梨紗

### 歴代所属選手

#### 男子選手
- 高橋匡哉
- 中山貴博
- 菅原健太
- 木藤裕次
- 瀧澤晃頼
- 仲川翔大
- 佐山駿介

#### 女子選手
- 小林香萌（プロレスリングWAVE兼任所属）